# バスルームから愛をこめて
『バスルームから愛をこめて』（バスルームからあいをこめて）は、山下久美子の1stスタジオ・アルバムで、1980年6月25日にデビューシングル『バスルームから愛をこめて』と同時に、日本コロムビア/BLOW UPから発売された。

## 概要
キャッチコピーは「胸のここんとこがキュウンとなるような歌を唄いたいのよね…」。
山下久美子のデビューアルバムであり、同時にシングル『バスルームから愛をこめて』も発売されたが、B面の『Follow You』は未収録。
全体を通して、スローテンポやミディアムテンポの楽曲が中心であり、8割が失恋ソングである。

## 収録曲

### SIDE A
| 全編曲: 松任谷正隆。 |                                      |           |            |       |
| #                    | タイトル                             | 作詞      | 作曲       | 時間  |
| 1.                   | 「バスルームから愛をこめて」         | 康珍化    | 亀井登志夫 | 4:00  |
| 2.                   | 「次の駅に着いたら」                 | 康珍化    | 亀井登志夫 | 3:42  |
| 3.                   | 「貿易風に流されて」                 | 康珍化    | 松任谷正隆 | 4:55  |
| 4.                   | 「鏡よ…かがみ」                      | 浅野裕子  | 松任谷正隆 | 4:40  |
| 5.                   | 「ハードボイルド・エッグズグラタン」 | 康珍化    | 亀井登志夫 | 4:45  |
| 合計時間:            | 合計時間:                            | 合計時間: | 合計時間:  | 22:02 |

### SIDE B
| #         | タイトル                       | 作詞       | 作曲       | 編曲       | 時間  |
| --------- | ------------------------------ | ---------- | ---------- | ---------- | ----- |
| 1.        | 「ジョニィ・ブルース」         | 康珍化     | 亀井登志夫 | 鈴木茂     | 3:47  |
| 2.        | 「酒とバラ」                   | 康珍化     | 亀井登志夫 | 鈴木茂     | 3:57  |
| 3.        | 「一枚だけのビリィ・ジョエル」 | 康珍化     | 佐藤健     | 鈴木茂     | 4:40  |
| 4.        | 「Love Me, Love My Body」      | 篠塚満由美 | 鈴木茂     | 鈴木茂     | 4:16  |
| 5.        | 「サイレント・ナイト」         | 野原理香   | 佐藤健     | 松任谷正隆 | 3:40  |
| 合計時間: | 合計時間:                      | 合計時間:  | 合計時間:  | 合計時間:  | 20:20 |

## 楽曲解説

### SIDE A
1. バスルームから愛をこめて
  - アルバムと同時発売されたシングル。
2. 次の駅に着いたら
3. 貿易風に流されて
4. 鏡よ…かがみ
5. ハードボイルド・エッグズグラタン

### SIDE B
1. ジョニー・ブルース
2. 酒とバラ
3. 一枚だけのビリィ・ジョエル
4. Love Me, Love My Body
5. サイレント・ナイト

## 参加ミュージシャン
- Drums：林立夫, 渡嘉敷祐一
- Bass：後藤次利, 高水健司, 岡沢章, 高橋茂宏
- Electric Guitar：鈴木茂, 徳武弘文
- Acoustic Guitar：吉川忠英, 笛吹利明
- Keyboards：松任谷正隆, 山田秀俊
- Percussion：斉藤ノブ, ラリー須永, Pecker
- Chorus：Eve, Ishu Group, Time5
- Alto Saxophone and Clarinet：Jake H.Concepcion
- Trumpet：数原晋, 岸義和, Makoto Nagai
- Flute：衞藤幸雄
- Vibraphone：大井貴司
- Strings：Ohno Ensemble, Tomato Strings
- Horn Section：Jake H.Concepcion, 新井英治, 斉藤清, 砂原俊三, 羽島幸次, 岸義和